# ضواحي القاهرة (عمل)
أعمال ضواحي القاهرة هو تقسيم جُغرافي مصري استُحدث في عصر الدولة المملوكية بعد اقتطاع بعض النواحي التي كانت تابعة لأعمال الشرقية، وكان تلك الأعمال تتبع مدينة القاهرة إداريًا.

## نواحي أعمال ضواحي القاهرة
| القرية               | ملاحظات |
| -------------------- | --- |
| أرض البعل            | ذكرها ابن الجيعان في أعمال ضواحي القاهرة، ومحلها اليوم حي الشرابية. |
| الأميرية             | ذكرها ابن مماتي في أعمال الشرقية، وابن الجيعان في أعمال ضواحي القاهرة، وهي اليوم أحد أحياء مدينة القاهرة. |
| الخمس وجوه           | أسسها الأفضل شاهنشاه كمُتنزّه للخلفاء الفاطميين، والتي كان بها خمس سواقي لريّها بالماء، وكانت السواقي يومئذ تُعرف بالوجوه، فغلب عليها اسم «الخمس وجوه». وذكرها ابن الجيعان في أعمال ضواحي القاهرة، وقال هي من نواحي الحبس الشرقي، وأرضها اليوم ضمن حدود حي الشرابية. |
| الخندق               | قرية أسسها الأصبغ بن عبد العزيز بن مروان أخو الخليفة عمر بن عبد العزيز على أرض له، فعُرفت باسم «منية الأصبغ»، ولما بنى جوهر الصقلي مدينة القاهرة، أمر بحفر خندق في شمالها لحمايتها من هجمات القرامطة، وكان يمر بالقرب من القرية، ومع الوقت غلب على اسمها اسم «الخندق»، واختفى اسم «منية الأصبغ»، فذكرها ابن مماتي باسم «الخندق» في أعمال الشرقية، وابن الجيعان أيضًا باسم «الخندق» في أعمال ضواحي القاهرة. ولكنها خربت بعد مجاعة 806هـ/1403م، وكانت تشغل المنطقة الواقعة بين منطقة الدمرداش والزاوية الحمراء.          |
| العكرشه              | ذكرها ابن الجيعان في أعمال ضواحي القاهرة، ومحلها اليوم «حوض العكرشه» التابع لناحية أبو زعبل. |
| المطرية              | من النواحي القديمة، ذكرها الإدريسي ضمن محطات السير من مصر إلى مكة. كما ذكرها ياقوت الحموي، فقال: «المطرية من قرى مصر عندها الموضع الذي به شجر البلسان الذي يستخرج منه الدهن فيها والخاصية في البئر، يُقال إن المسيح اغتسل فيها» ووردت في قوانين ابن مماتي عند إحصاء قرى أعمال الشرقية بعد الروك الصلاحي. وذكرها ابن الجيعان في كتابه «التحفة السنية بأسماء البلاد المصرية» الذي أحصى فيه قُرى أعمال ضواحي القاهرة بعد الروك الناصري. وفي سنة 1991م، تأسس حي المطرية كأحد أحياء شرق القاهرة بعد فصله عن حي شرق القاهرة. |
| بجام                 | ذكرها ابن مماتي في أعمال الشرقية، وابن الجيعان في أعمال ضواحي القاهرة. وهي اليوم جزء من مدينة شبرا الخيمة. |
| بركة الحاج           | اسمها الأصلي «جُبّ عُميرة» كان يجتمع فيها حجيج مصر قبل خروجهم إلى مكة. ذكرها ابن مماتي باسم «بركة الجُبّ» في أعمال الشرقية، وقال هي من ضواحي القاهرة، وذكرها ابن الجيعان باسم «بركة الجب» وهي «بركة الحجاج» في أعمال ضواحي القاهرة. وفي تاريخ سنة 1228هـ/1813م، وردت باسم «بركة الحاج»، ثم صارت تتبع مركز شبين القناطر، إلى أن امتد عمران القاهرة إليها، فصارت تتبع حي المطرية |
| بركة الفيل           | ذكرها ابن الجيعان في أعمال ضواحي القاهرة، وأرضها اليوم ضمن حدود منطقة الحلمية. |
| بلقس                 | ذكرها ابن مماتي في أعمال الشرقية، وابن الجيعان في أعمال ضواحي القاهرة. |
| بهتيم                | اسمها الأصلي «بهتيت»، ذكرها ابن الجيعان في أعمال ضواحي القاهرة، وقال هي من نواحي الحبس الشرقي. وهي اليوم جزء من حي شرق شبرا الخيمة. |
| حي الخنافس           | اسمها الأصلي «حي الخنافس»، وهو الاسم الذي ذكرها ابن مماتي به في أعمال الشرقية، وابن الجيعان في أعمال ضواحي القاهرة، وفي سنة 1228هـ/1813م، وردت باسم «الحي والخنافس» وهي «المنية»، وهو الاسم الذي استقر بعد ذلك. |
| خصوص عين شمس         | ذكرها ابن مماتي في أعمال الشرقية، وابن الجيعان في أعمال ضواحي القاهرة، ومنذ سنة 1228هـ/1813م عُرفت اختصارًا باسم «الخصوص». |
| دمنهور شبرا          | ذكرها ابن الجيعان في أعمال ضواحي القاهرة، وهي اليوم من مناطق مدينة شبرا الخيمة. |
| شبرا الخيمة          | تُعد شبرا الخيمة من النواحي القديمة، واسمها القديم «شبرو»، وهو مُحرّف من اسمها القبطي «جبرو» الذي يعني «الكوم أو التلّ». قال عنها الإدريسي: «شبره وهي قرية وضياع كالمدينة يعمل فيها شراب العسل المفوه المشهور في جميع الأرض وبها خيمة البشنس» كما ذكرها ابن مماتي باسم «شبرا الخيمة» في أعمال الشرقية، وابن الجيعان باسم «شبرى الخيمة» وهي «شبرى الشهيد». وفي سنة 1871م، أصبحت شبرا الخيمة قاعدة لمركز شبرا، وهي اليوم مدينة، وتمثّل جزء من القاهرة الكبرى.                                                               |
| كوم أشفين            | ذكرها ابن مماتي في أعمال الشرقية، وابن الجيعان في أعمال ضواحي القاهرة. |
| كوم الريش            | من النواحي القديمة، كانت موجودة وقت الفتح الإسلامي لمصر، حيث رجّح محمد رمزي أنها قرية «ياق» التي ذكرها ابن عبد الحكم في كتاب «فتوح مصر والمغرب»، والتي كانت بالقرب من قرية أم دنين، ثم عُرفت لاحقًا باسم «كوم الريش»، التي قال عنها شمس الدين السخاوي أنها كانت عامرة، ولكنها خربت في زمانه، وفي سنة 890هـ/1485م، جدّد السلطان الأشرف قايتباي القرية، وبنى زاوية دهنها باللون الأحمر، فصارت تُعرف باسم «الزاوية الحمراء»، وهو الاسم الذي وردت به في التربيع العثماني.                                                     |
| كوم منية نمى الجاموس | ذكرها ابن الجيعان في أعمال ضواحي القاهرة، وتغير اسمها في العصر العثماني في مصر إلى «كوم الجاموس»، ثم وردت في تاريخ 1224هـ/1809م باسم «كوم الجاموس» وتُعرف باسم «منية رضوان»، ثم تغيّر الاسم سنة 1351هـ/1932م إلى «كفر فاروق»، ومحلها اليوم المنطقة المعروفة بـ «زهراء عين شمس». |
| منية السيرج          | ذكرها ابن مماتي باسم «منية الأمرا» في أعمال الشرقية، وابن الجيعان باسم «منية الأمرا» وهي «منية السيرج» في أعمال ضواحي القاهرة، فسّر محمد رمزي سبب تغيّر الاسم من منية الأمراء إلى منية السيرج أنها كانت تسمى منية الأمراء لكثرة من كان يسكنها منهم، ثم اشتهرت بمنية السيرج لكثرة معاصر زيت السيرج بها، ومحلها اليوم حي الساحل. |
| منية صُرد             | من النواحي القديمة، واسمها الأصلي (بالإنجليزية: Timoni Sourat)، حرّفها العرب بعد الفتح الإسلامي لمصر إلى «منية صُرد»، فذكرها به ابن مماتي في أعمال الشرقية، وابن الجيعان في أعمال ضواحي القاهرة. وفي العصر العثماني، تغيّر الاسم إلى «مُسطرد» تسهيلًا لنطقها، وهو الاسم الباقي إلى اليوم. |
| منية طي              | ذكرها ابن مماتي في أعمال الشرقية، وابن الجيعان في أعمال ضواحي القاهرة، وفي العصر العثماني، تغيّر الاسم إلى «مِنطيّ» تسهيلًا لنطقها، وهو الاسم الباقي إلى اليوم. |
| منية نما             | ذكرها ابن مماتي في أعمال الشرقية، وابن الجيعان في أعمال ضواحي القاهرة، وفي سنة 1228هـ/1813م، تم تعديل الاسم إلى «ميت نما». |
| منية حلفا            | ذكرها ابن الجيعان في أعمال ضواحي القاهرة، وفي سنة 1228هـ/1813م، تم تعديل الاسم إلى «ميت حلفا». |